# 青海历史
青海地处黄河上游，在华夏上古历史中占据重要地位。  

## 先秦时代
- 早在2万年前青海就有人居住。

## 秦汉时代
- 青海地区则属古羌国。早在西周时期，就与中原地区发生了政治、经济联系。并且与秦朝来往密切。
- 古代青海东部属于中原王朝统治，汉时曾设西海郡、河源郡、湟源郡、金城郡，控制了今天的青海贵南、贵德以及西宁和湟源等地，还设立护羌校尉。公元前121—111年间，西汉在今西宁设立的西平亭是西宁建城之始。東漢建安十九年(公元214年)在設西海郡。
- 古代青海西部在汉初又分裂成分为先零、烧当、发羌、党项等部。

## 两晋南北朝时代
- 397年—414年，甘肃西部、青海东部地区被鲜卑族的秃发部佔据，建立了一個割据政权南凉，曾一度在西平（今西寧）建都。
- 两晋时期，鲜卑慕容部的一支率所部1700户从辽东前燕西迁，建立吐谷浑，除了青海以外，还控制了甘肃一些地区，统治了青海足足300年。在吐谷浑的南方，有占据白兰道数百年的丁零人和古羌族的国家白兰国。在吐谷浑的北方，有鲜卑乙弗部建立的乙弗勿敌国。
- 445年，北魏灭鄯善国，改西平郡为鄯善镇,公元526年（北魏孝吕二年），又改鄯善镇为鄯州，辖西平（今西宁市）等地。

## 隋唐五代
- 隋朝时，公元607年（隋炀帝大业三年）改鄯州为西平郡，辖湟水、化隆二县，今西宁为西平郡湟水县的辖地。大业初又改廓州为浇河郡，治所在河津县（今贵德县境）。在大业五年（609年）隋炀帝击溃吐谷浑，生擒吐谷浑首領，設置河源郡、西海郡、且末郡、鄯善郡四郡，从此隋朝控制了青海全境。
- 公元618年唐朝建立后，在青海东部设鄯、廓二州。鄯州辖龙支、湟水二县，今西宁为湟水县辖地。
- 後吐蕃灭吐谷浑，安史之乱后，吐蕃从唐军手中夺取了鄯州（今西寧）,改稱青唐城。中国西部都为吐蕃的势力范围。

## 宋金元
参见：熙河开边
- 从唐朝末年到北宋初期，青海河湟地区的吐蕃各个部落互不统属,处在分裂战乱中。到11世纪初期分裂成几个较大的部落集团。李立遵是其中一个部落集团的首领，他把吐蓄赞普的後代唃廝囉(藏语译音意为佛子)劫持到今青海平安县，尊为赞普，李立遵自立为相，1025年唃廝囉脱离了李立遵等人的控制。1034年，他定都青唐城号为宗喀王,建立唃廝囉政權，史称青唐王国。
- 12世纪初，1099年北宋力量到达河湟地区，占据青唐城。公元1104年北宋将鄯州改为西宁州，于是西宁名称开始使用。
- 13世纪初，成吉思汗亲率大军经临洮进占西宁州，并在河州（今临夏县）设置“吐蕃宣慰司都元帅府”，当时牧区推行土司制度。这时，在蒙古帝国的支持下，藏传佛教在青海逐渐盛行起来，并建立了许多寺院。

## 明朝
参见：南京珠玑巷、和硕特汗国
- 青海蒙古族卫拉特部在明代由新疆迁来，其首领顾实汗，牧于青海湖周围、柴达木盆地及黄河河曲一带，势颇强盛。17世纪，顾实汗控制青海，对西藏也有强大的影响。

## 清朝
参见：年羹尧、西宁办事大臣
- 清政府派员册封顾实汗为遵行文义敏慧顾实汗，使顾实汗在青、藏的统治地位合法化。清雍正帝平息顾实之孙和硕亲王罗布藏丹津后，改西宁卫为府，设西宁县、碾伯县和大通卫，属甘肃省。由驻西宁大臣直辖管理。这项措施为后来青海建省铺平了道路。

## 近现代

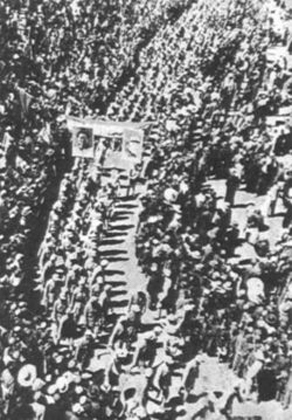
解放軍進入青海

1913年1月全国改革道制，1月20日北洋政府任命任命甘肃省西宁道观察使。4月30日，北洋政府国务院批复西宁府裁撤，附郭西宁县保留；原西宁道改称海东道，辖7县：西宁、大通、碾伯、循化（循化厅改）、贵德（贵德厅改）、巴戎（巴燕戎格厅改）、湟源（丹噶尔厅改）。 1914年6月全国重划各道辖区，6月2日，北京政府大总统申令：“兹制定《各省所属道区域表》公布之”，其中海东道改西宁道，辖西宁、大通、碾伯、循化、贵德、巴戎、湟源7县，治西宁县。 1915年4月24日，北京政府大总统申令玉树地区仍归甘肃省 ：据蒙藏院呈“准甘肃巡按使咨称：玉树等土百户以归川边为苦，归西宁为便等语，玉树等番族向由甘肃管辖，相安已久。自近年川边多事，遂生争执。前经电令仍归甘肃西宁管辖，应即遵照；前令办理川边不得再行干涉，著甘肃巡按使张广建会同西宁办事长官查明宁属各番族应得千户、百户、百长、什长等职，先照旧例请给号纸，咨由蒙藏院呈发。该处所征额银，著仍照旧额征收。”
1927年（民国十六年）撤西宁道，设西宁行政区长官。1929年9月5日，国民党中央政治会议第153次会议议决：“准热、察、绥、西康、青海改省”“青海省会暂设甘肃西宁，省制同西康”。9月7日国民政府第92次会议通过“内政部审议各特别区改省案”，决议：“热河、察哈尔、绥远、青海、西康均改为省”“五省省政府之组织，委员暂定五人，设民政、财政二厅，并得酌设教育厅、建设厅，余照省政府组织法办理”。9月17日国民政府令：“统一告成，训政开始，边远地方行政区域亦应分别厘定，肇启建设宏规。所有热河、察哈尔、绥远、青海、西康各区均改为省，依照法令组织省政府。所有热河、青海、西康三省区域均仍其旧”。 10月20日，国民政府令：“青海改建为省，前经明令公布。兹查甘肃省旧西宁道属各县与青海现势毗连，应即划入青海省，并定西宁为青海省治”。 12月29日，经宁夏、甘肃、青海3省政府会呈，国民政府准予备案：“旧西宁道属计西宁、湟源、贵德、循化、大通、巴戎、碾伯7县，兹经遵照明令，各依其固有区域分别划归”。1929年1月26日，青海省政府成立——据1928年9月24日国民政府令：孙连仲、林竞、黎丹、马麒、郭立志5人组成青海省政府委员会，孙连仲兼青海省政府主席；1929年10月31日，增加班禅额尔德尼为委员。
中原大战后，1931年1月6日，国民政府令：青海省政府主席孙连仲离任，委员马麒代理主席职务。 3月28日，国民政府备案队行政院3月24日第17次国务会议议决“照准转呈”：青海省增设共和、亹源、同仁、互助、民和及玉树、都兰等7县。
1938年3月5日，国民政府令：免马麟的青海省政府委员兼主席职，委员兼代主席马步芳接任（至1949年未变）。 1939年10月16日，青海省增设兴海、祁连、通新3设治局。 1943年1月27日青海省设置西乐、和兴、和顺三设治局。1943年5月1日增设海晏设治局。1943年10月26日增设香德设治局。1945年11月21日设置西宁市。1946年3月11日西宁县更名湟中县。

## 现代

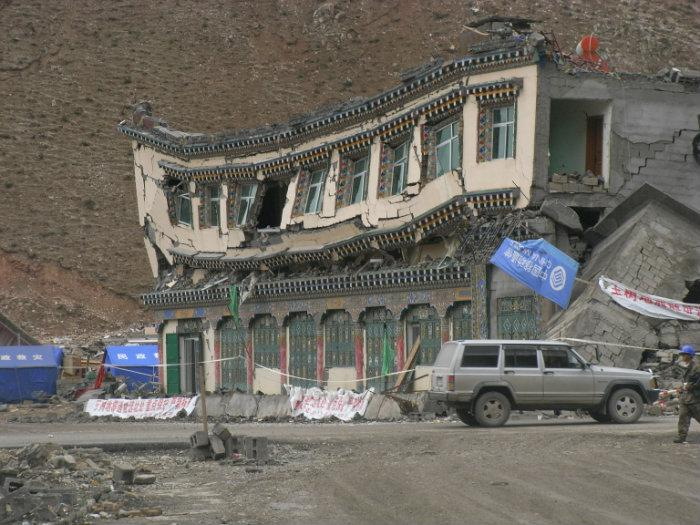
2010年玉树地震后扭曲的房屋

- 1949年9月5日，中国人民解放军进入西宁。9月26日，青海省人民军政委员会宣告成立。1950年1月1日青海省人民政府正式组成，以西宁为省会。
- 文化大革命期间（1966年—1976年），青海曾发生大规模血案[1][2][3][4][5][6]。1967年2月23日，中国人民解放军青海省军区与地方造反派经过九天的对峙后，以13个连的兵力攻入造反派占据的《青海日报》社，一天内解放军打死造反派169人，打伤178人[1][3][5][6]；而解放军中有4人被己方误伤致死，另有46人受伤[5]。此外，据不完全统计，该事件后共有13,414名群众被逮捕，17,293人被捆绑吊打，5,968人被搜身抄家，4,279人参与集中劳动[1][2][5]。
- 2010年4月14日上午，玉樹發生7.1級地震，地震造成2698到10000人死亡，失踪270人，12135人受伤。縣城結古鎮全部停電，由於大部分建築都是土木結構，重災區結古鎮附近西杭村的民屋几乎全部（99%）倒塌[7]。此外整个玉树州的70%学校房屋垮塌[8]。

## 参見
- 安多地區